# M/S Silja Serenade
M/S Silja Serenade är en kryssningsfärja som trafikerar rutten Stockholm-Helsingfors via Mariehamn och som ägs av Tallink Group och trafikerar för Silja Line. År 1991 kom även systerfartyget M/S Silja Symphony i trafik. Dessa två fartyg är kända för sina 140 meter långa gågator, "promenader", kring vilka interiörerna är uppbyggda.

## Historik
- Fartyget  byggdes på Pernovarvet i Åbo och sjösattes 1990[1]
- När Silja Europa kom år 1993, seglade fartyget rutten Stockholm - Mariehamn - Åbo
- Fartyget totalrenoverades i januari-februari 2014
- Under november 2018 genomgick fartyget en renovering av främst nattklubb och restauranger liksom hytter.[2]
- År 2020 stördes trafiken av COVID-19-pandemin, och i juni började fartyget köra en tillfällig färjelinje mellan Helsingfors och Riga och avgick från varje huvudstad på varannan dag.[3]
- Den 13 september 2020 blev den upplagd i Helsingfors.
- Det finns några små yttre skillnader som Serenade kan skiljas åt från systerfartyget Symphony: de yttre däcken på Serenade är målade gröna (de är ljusblåa på Symphony) och sälens ögon på Serenades skorsten är vita med en blå kontur medan de är blå på Symphony.

## Övriga fakta
- Antal däcksplan: 13
- Hemmahamn: Mariehamn
- Rutt: Stockholm - Mariehamn - Helsingfors
- Passagerare: 2 852

## Faciliteter
Silja Serenade har en maximal kapacitet på 2.852 passagerare, 450 bilar och 65 fraktfordon. Det finns 986 hytter med totalt 2.841 bäddar.
- 25 konferensrum (med plats för 10-460 personer)
- Sju barer
- Skybar (200 sittplatser)
- Sex restauranger (med plats för 1 000 personer i de tre största)
- Sex butiker
- Bad- och bastuavdelning (med plats för 90 personer)
- Bubbelbad

## Bilder

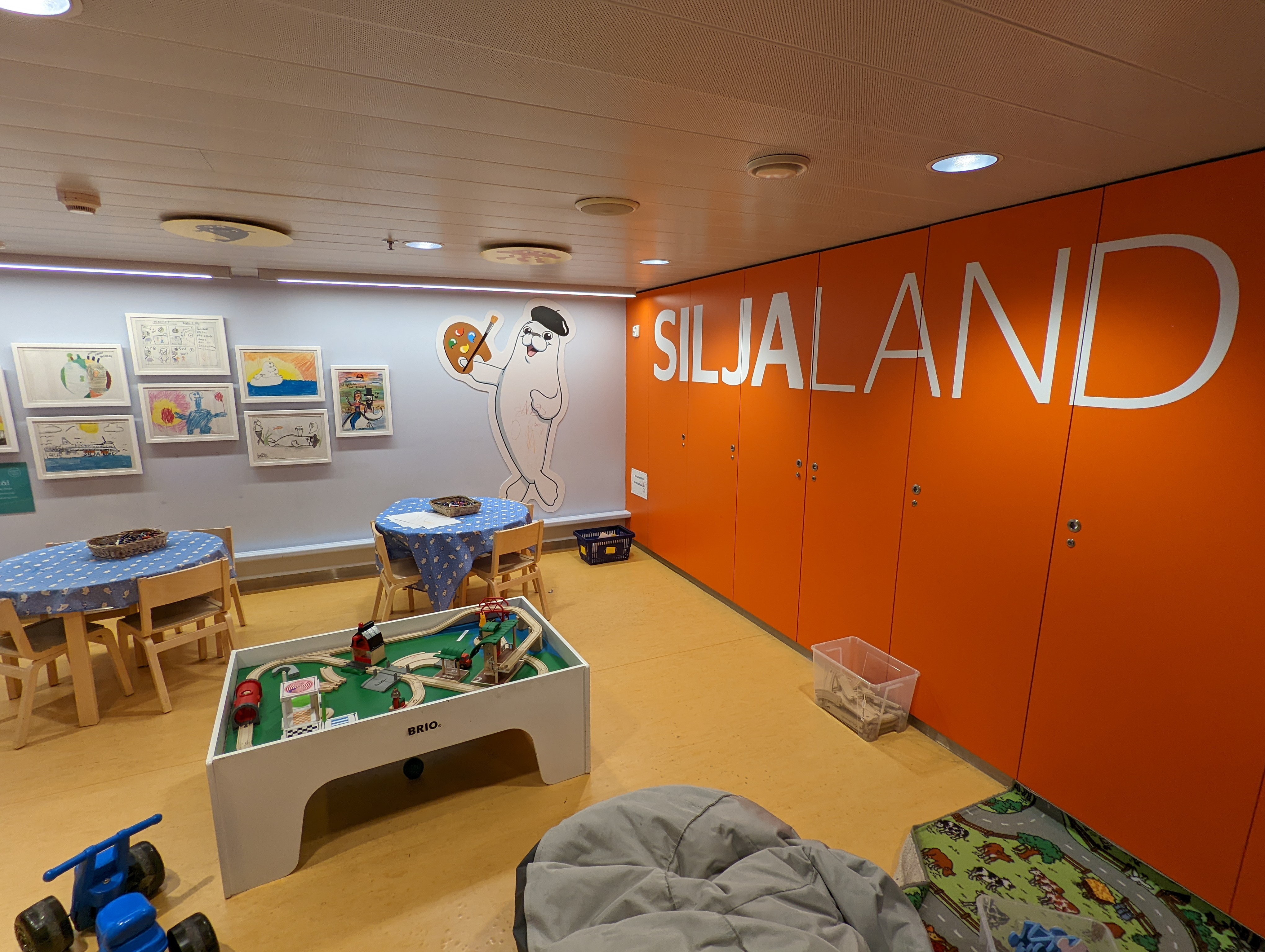
Leklandet, Silja Land
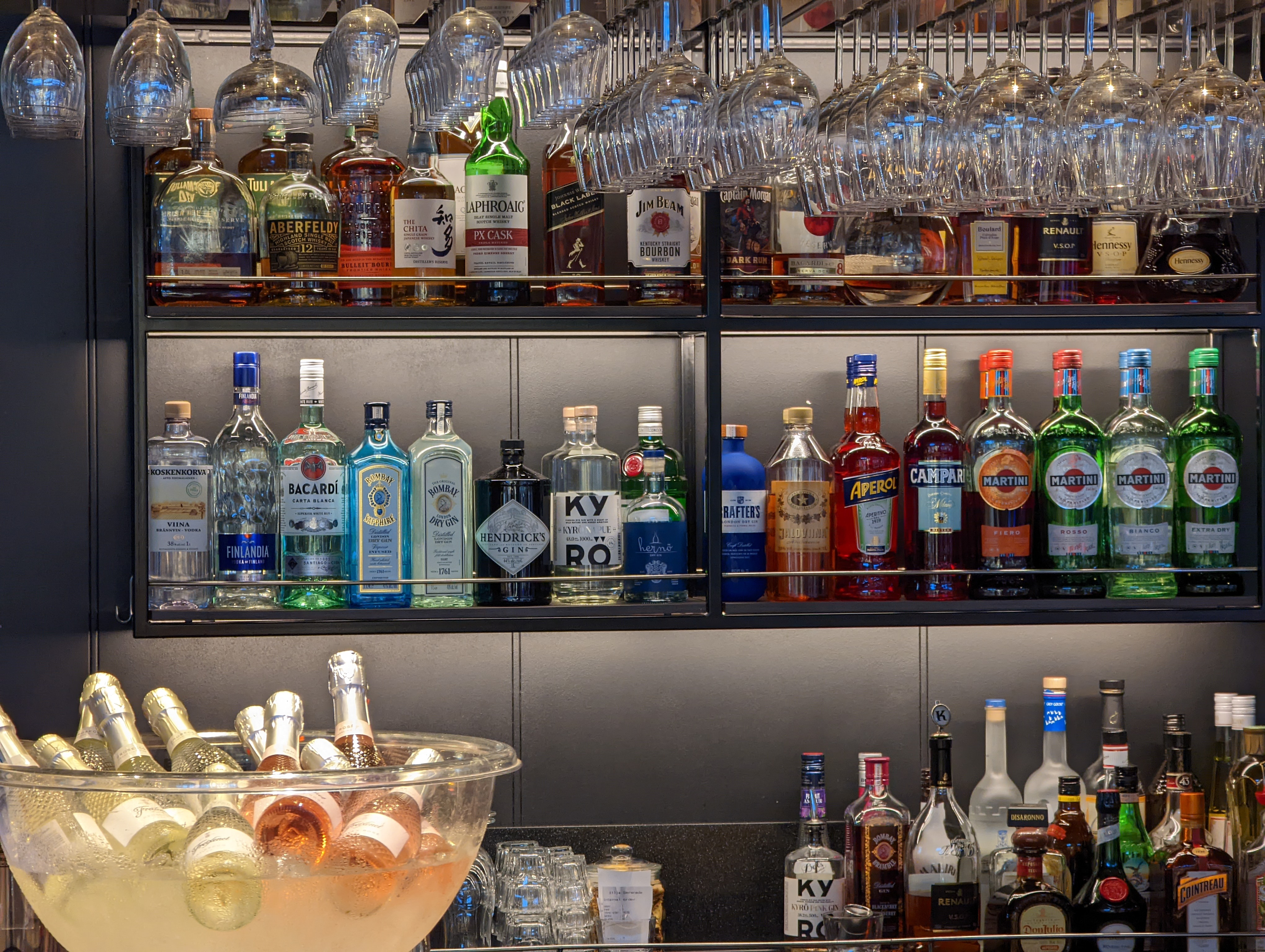
Bardisken i Sea Pub
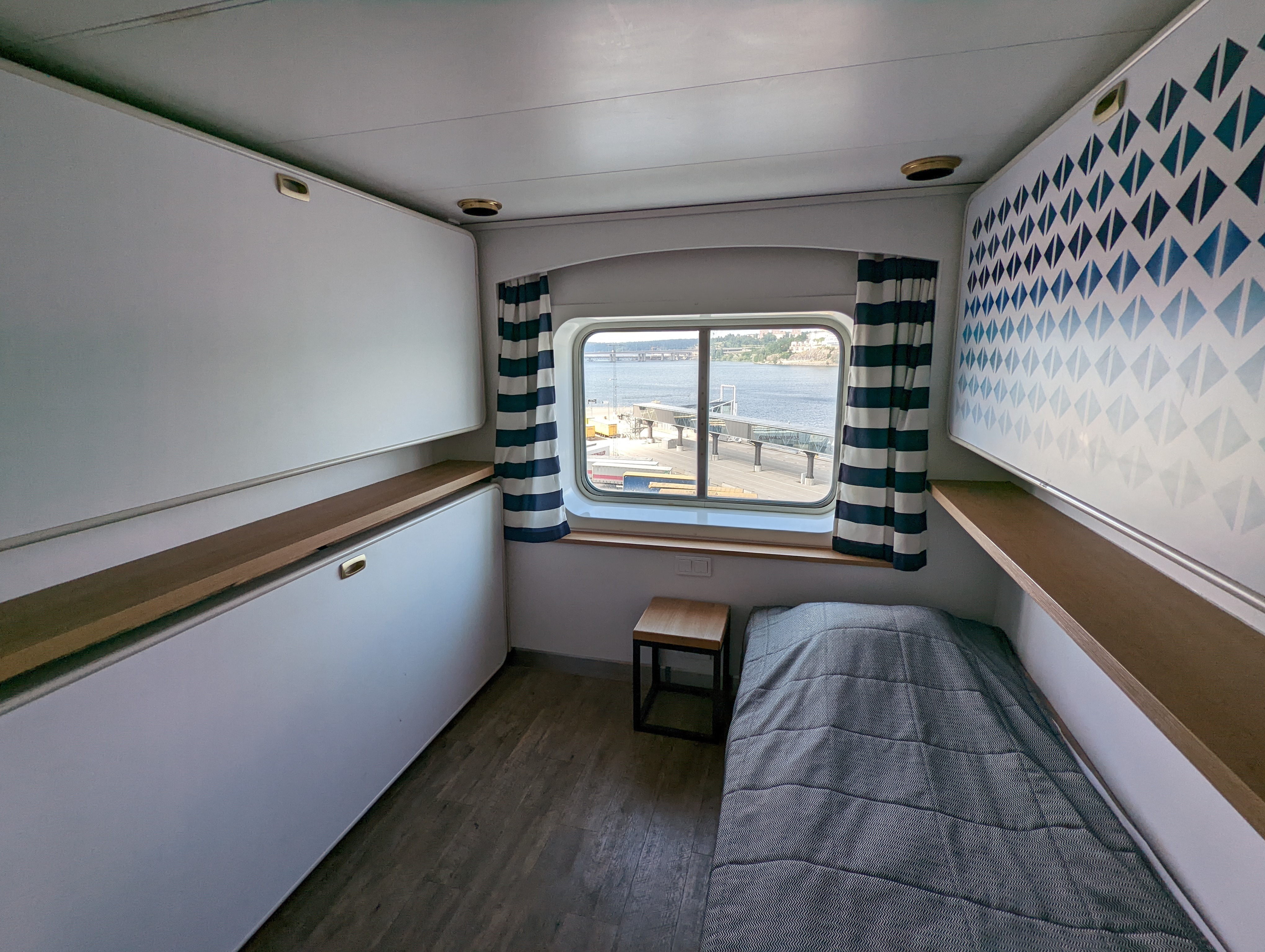
Hytt från kategorin A
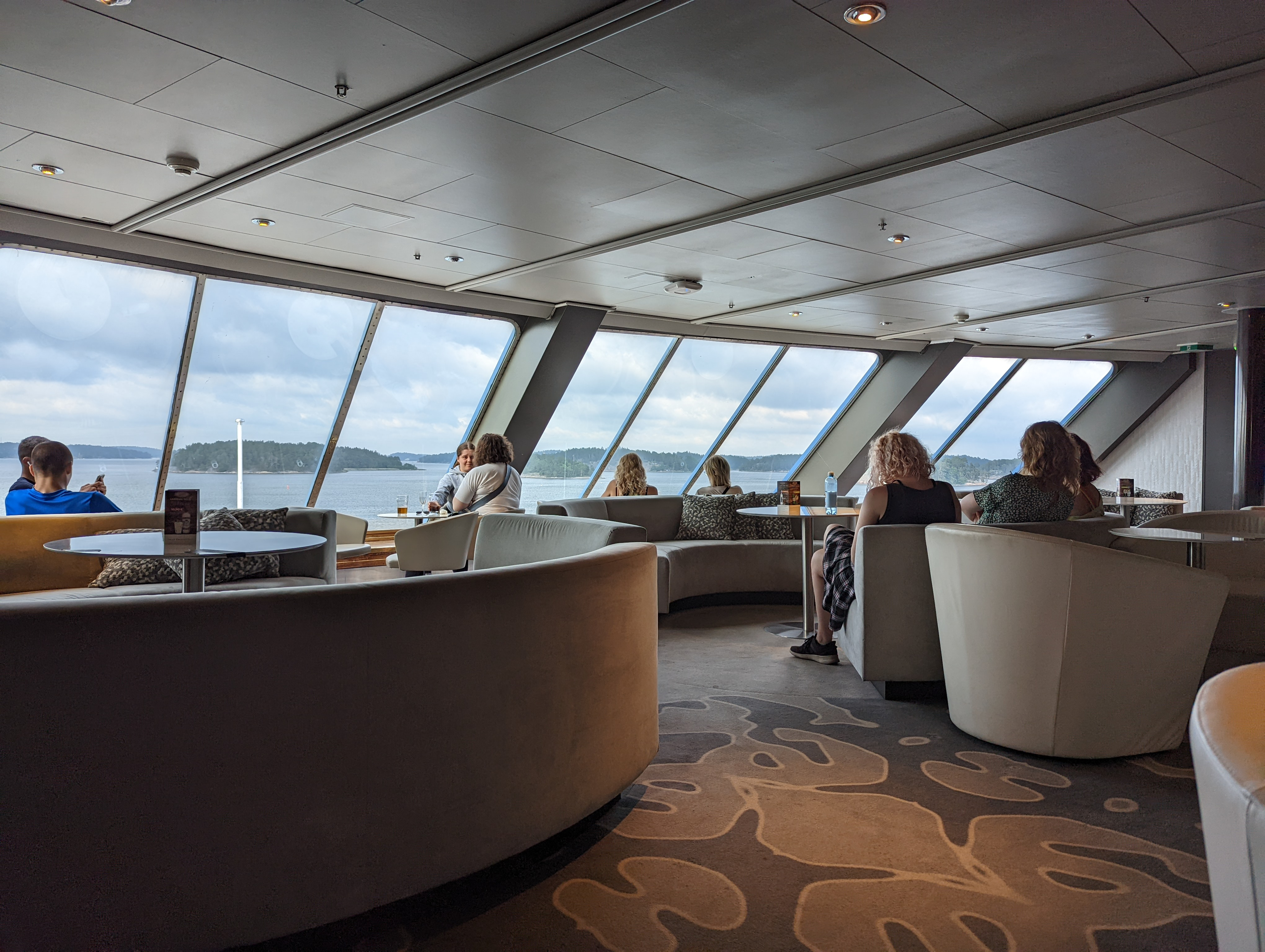
Fören i Starlight

## Systerfartyg
- M/S Silja Symphony